# 273 a. C.
El año 273 a. C. fue un año del calendario romano prejuliano. En el Imperio romano se conocía como el año 481 ab urbe condita. 

## Acontecimientos

### Egipto
- Impresionado por la victoria de Roma sobre Pirro, Ptolomeo II Filadelfo envía una embajada amistosa. Los romanos devuelven la visita.

### India
- Ashoka el Grande se convierte en gobernante del Imperio maurya.

### República romana
- Consulados de Cayo Claudio Canina, cos. II, y Cayo Fabio Licino en la Antigua Roma.[1]

## Nacimientos
- Ashoka, tercer emperador Maurya.